# Сеульский марафон JoongAng
Сеульский марафон JoongAng — международный марафон, который ежегодно проводится в Сеуле, обычно в начале ноября. С 1999 по 2001 год проводился полумарафон, но затем был заменён на марафонскую дистанцию. JoongAng в названии марафона обозначает часть названия JoongAng Ilbo — одной из крупнейших печатных изданий в Южной Корее, являющийся организатором марафона. По классификации IAAF имел серебряный статус с 2009 по 2012 год.
Официальным спонсором является финансовая группа Woori Financial Group.

## Организация
Для участия в марафоне нужно заплатить стартовый взнос в размере 40 000 южнокорейских вон для бегунов из Южной Кореи и 50 долларов США для иностранных спортсменов. Лимит прохождения дистанции — 5 часов. К участию допускаются спортсмены старше 18 лет на день соревнований. 
Марафонцы стартуют на олимпийском стадионе, затем дистанция проходит по улицам города и финиш также на стадионе. 

## Денежное вознаграждение
Мужчины и женщины награждаются денежными призами (в долларах США):
- 1-е место — 70 000
- 2-е место — 30 000
- 3-е место — 15 000
- 4-е место — 10 000
- 5-е место — 5000
- 6-е место — 2000
- 7-е место — 1000
- 8-е место — 700
- 9-е место — 500
- 10-е место — 300

## Победители

### Полумарафон
| №   | Год  | Победитель у мужчин | Время (ч:м:с) | Победитель у женщин | Время (ч:м:с) |
| --- | ---- | ------------------- | ------------- | ------------------- | ------------- |
| 1-й | 1999 | Baek Seung-Do (KOR) | 1:04:41       | Kwon Eun-ju (KOR)   | 1:13:58       |
| 2-й | 2000 | You Young-Jin (KOR) | 1:04:06       | Yoon Sun-Sook (KOR) | 1:13:31       |
| 3-й | 2001 | Джон Сая (TAN)      | 1:01:58       | Bae Hae-Jin (KOR)   | 1:13:06       |

### Марафон
Рекорд трассы
| №    | Год  | Победитель у мужчин    | Время (ч:м:с) | Победитель у женщин   | Время (ч:м:с) |
| ---- | ---- | ---------------------- | ------------- | --------------------- | ------------- |
| 4-й  | 2002 | Мбарак Хуссейн (KEN)   | 2:09:46       | Oh Jung-hee (KOR)     | 2:37:58       |
| 5-й  | 2003 | Павел Лоскутов (EST)   | 2:09:15       | Chung Yoon-hee (KOR)  | 2:30:50       |
| 6-й  | 2004 | Павел Лоскутов (EST)   | 2:09:34       | Zhang Shujing (CHN)   | 2:36:22       |
| 7-й  | 2005 | Уильям Киплагат (KEN)  | 2:08:27       | Kwon Keun-young (KOR) | 2:49:09       |
| 8-й  | 2006 | Джейсон Мботе (KEN)    | 2:08:13       | Kim Hye-Kyong (KOR)   | 2:40:36       |
| 9-й  | 2007 | Джошуа Челанга (KEN)   | 2:08:14       | Lee Eun-Jung (KOR)    | 2:29:32       |
| 10-й | 2008 | Соломон Молла (ETH)    | 2:08:46       | Lee Sun-young (KOR)   | 2:29:58       |
| 11-й | 2009 | Фрэнсис Кибивотт (KEN) | 2:09:00       | Lee Sun-young (KOR)   | 2:34:22       |
| 12-й | 2010 | Дэвид Кембои (KEN)     | 2:08:15       | Eun Jung Kim (KOR)    | 2:44:25       |
| 13-й | 2011 | Джеймс Квамбаи (KEN)   | 2:08:50       | Choi Kyung-hee (KOR)  | 2:40:49       |
| 14-й | 2012 | Джеймс Квамбаи (KEN)   | 2:05:50       | Choi Kyung-hee (KOR)  | 2:39:20       |